# Fullmetal Alchemist
Fullmetal Alchemist (鋼の錬金術師, Hagane no Renkinjutsushi, letterlijk: Alchemist van Staal), vaak door fans afgekort als FMA of Hagaren (ハガレン), is een manga uit 2001 geschreven door Hiromu Arakawa. Van het verhaal zijn twee populaire anime-televisieseries gemaakt, waarvan de tweede (Brotherhood) letterlijk het verhaal van de manga volgt. Ook bestaan er diverse spin-off videospellen. Zowel de originele mangaserie als Brotherhood werden in juni/juli 2010 afgerond.
De serie is in Japan en Noord-Amerika erg populair. In 2005 en 2006 werd Fullmetal Alchemist bij peilingen door TV Asahi verkozen tot nummer 1 in de top 100 van beste anime aller tijden. In februari 2007 won de anime diverse prijzen bij de American Anime Awards.
De animeserie heeft een doorlopend script met zowel komische als dramatische momenten. Daarnaast vormen ook serieuzere zaken een thema, zoals oorlogen en dictators. Verder werpt de serie vragen op over existentialisme (wat is een ziel, wat is geheugen) en humanisme: in hoeverre heeft het doen van dingen (voor anderen) een beloning tot gevolg?
Op 5 april 2009 startte op het Japanse tv-kanaal TBS Fullmetal Alchemist: Brotherhood, de tweede reeks anime-afleveringen. De serie is weer van voren af aan begonnen; kijkers hebben dus geen voorkennis uit de eerste reeks nodig, die met een aparte film werd afgerond: The Conqueror of Shambala. De Amerikaanse distributeur Funimation kondigde aan elke aflevering in het Engels ondertiteld aan te bieden, vier dagen na elke Japanse uitzending. De laatste episode 64 werd in Japan vertoond op 4 juli 2010.

## Verhaal
Het verhaal speelt in het begin van de twintigste eeuw in en om een fictief land genaamd Amestris (dat sterk lijkt op Europa). De hoofdpersonen zijn twee jongens, Edward Elric (Ed) en zijn jongere broer Alphonse Elric (Al). Hun vader Van Hohenheim (die vier jaar na de geboorte van Alphonse vertrekt) was een alchemist. Beide kinderen zijn dan ook al vroeg bezig met alchemie, de gave om de structuur van materie te begrijpen, af te breken en dan te reconstrueren in iets anders. In de alchemie in deze wereld volgen ze de wet van 'equivalent exchange', of gelijkwaardige ruil. Dat betekent om iets te krijgen moet je iets van gelijke waarde opgeven. In Amestris is alchemie een zeldzame maar gewilde wetenschap, die zelfs in het leger gebruikt wordt door zogenaamde State Alchemists.
Als hun moeder sterft aan een ziekte, proberen de broers naïef - Edward is 11 en Alphonse is 10 - om haar met alchemie weer tot leven te wekken. Menselijke transmutatie is in de wereld van alchemie echter een onvergeeflijke zonde. Er bestaat niets met dezelfde waarde als de ziel van hun moeder, omdat ziel en lichaam nu eenmaal los van elkaar staan. Dat ervaren Edward en Al op tragische wijze: als 'tol' verliest Al zijn hele lichaam en Ed zijn linkerbeen. Om de ziel van Al nog te redden, offert Ed ook nog zijn rechterarm op, zodat Als ziel zich kan huisvesten in een toevallig aanwezig stuk meubilair: een harnas. De ontbrekende ledematen van Ed worden later met metalen prothesen uitgerust (zogenaamde 'automail').
Op dit punt beginnen zowel de manga- als de animeserie; het voorgaande wordt via flashbacks uitgelegd. De broers horen over de Philosopher's Stone, een steen die ervoor kan zorgen dat alchemie ook werkt zonder gelijkwaardige ruil. Deze kan ervoor zorgen dat de broers hun eigen lichaam terugkrijgen, en ze gaan op reis om de steen te vinden. De staat doet al een tijdje onderzoek naar de Philosopher's Stone, maar je moet een State Alchemist zijn om bij die gegevens te komen. Ed besluit in dienst van het leger te treden als de jongste State Alchemist ooit, waarbij hem zijn bijnaam 'Fullmetal Alchemist' wordt toegekend. Maar er zijn meer mensen op zoek naar de steen.
De positie van 'State Alchemist' brengt Ed helaas ook nieuwe problemen: zo heeft een seriemoordenaar het specifiek op State Alchemists gemunt. Kennelijk zijn zijn collega's niet altijd even zuiver geweest. Binnen het leger, waar iedereen zo zijn eigen motieven en belangen heeft, is dat geen makkelijk bespreekbare zaak. Ed ontdekt geheimen die teruggaan tot het ontstaan van het land Amestris zelf. Daarnaast wordt hij gevolgd door enkele van de raadselachtige zeven Homunculi, die zijn vernoemd naar de zeven hoofdzonden.
De term 'fullmetal' is overigens ambigu. Hij is te associëren met Eds 'automail' en Als ijzeren lichaam, zoals ook diverse personages in de serie doen, maar in het Japans en Engels heeft de zegswijze 'full metal' ook de onvertaalbare tweede betekenis 'koppig'.

## Hoofdpersonen
Edward Elric (エドワード・エルリック, Edowādo Erurikku)

Edward Elric, de 'Fullmetal Alchemist', is de jongste State Alchemist ooit en de hoofdpersoon van het verhaal. Hij en zijn jongere broer, Alphonse Elric, reizen de wereld af op zoek naar de Philosopher´s Stone (de Steen der Wijzen) in de hoop dat ze hiermee kunnen terugkeren naar hun oorspronkelijke lichamen. In hun mislukte poging om hun moeder tot leven te wekken, verloor Edward zijn linkerbeen. Zijn jongere broer verloor zijn hele lichaam. Om Al terug te krijgen ruilde Ed zijn rechterarm en kreeg daarvoor Al zijn ziel en heeft hem in een harnas weten te stoppen. Zo kreeg hij metalen protheses voor zijn arm en been, ook wel 'auto-mail' genoemd. Hij haat zijn vader omdat die de familie verlaten heeft in hun jeugd. Hij heeft een hekel aan melk en haat het om klein genoemd te worden, en als dat gebeurt wordt hij ook echt woest. In de Japanse versie wordt zijn stem gesproken door Romi Paku, en in de Engelstalige versie door Vic Mignogna.
Alphonse Elric (アルフォンス・エルリック, Arufonsu Erurikku)

Alphonse Elric, Edwards jongere broer, is geen State Alchemist geworden. Samen reizen Ed en Al over de wereld op zoek naar de Philosopher's stone in de hoop dat ze hun oorspronkelijke lichamen terugkrijgen. Bij de transmutatie van hun moeder verloor Ed zijn linkerbeen en rechterarm, maar Alphonse verloor zijn hele lichaam. Alles wat Alphonse nog in deze wereld houdt is zijn ziel gevangen in een harnas. Maar hij kan niet voelen of ruiken, geen pijn en geen tranen. Alphonse is in tegenstelling tot zijn broer erg kalm en maakt geen ondoordachte beslissingen. Ook kalmeert hij zijn broer vaak als die weer woedend wordt. In de Japanse versie wordt zijn stem gesproken door Rie Kugimuya, en in de Engelstalige versie wordt zijn stem gesproken door Aaron Dismuke, en bij Brotherhood door Maxey Whitehead.
Roy Mustang (ロイ・マスタング, Roi Masutangu)

Roy Mustang, de 'Flame Alchemist', Is een Lieutenant Colonel, wanneer wij hem voor het eerst in de serie zien. Maar wanneer Ed en Al hem voor het eerst in levenden lijve ontmoeten is hij net gepromoveerd tot Colonel. Aan het einde van de serie is hij gepromoveerd naar Brigadier General. Zijn droom is om ooit Führer (Generaal van het hele leger) te worden, en hij gebruikt daarbij zijn vele ondergeschikte officieren die hem daarbij graag helpen. Hoewel hij trouw is aan het leger, na de dood van zijn beste vriend, Maes Hughes, begint hij te zoeken naar de moordenaar, zelfs als dat betekent dat hij zijn rang in het leger moet opgeven. In de Japanse versie wordt zijn stem door Toru Okawa ingesproken, en in de Engelstalige versie wordt zijn stem ingesproken door Travis Willingham.
Winry Rockbell (ウィンリィ・ロックベル, Uinrī Rokkuberu)

Winry Rockbell is van kinds af aan al bevriend met Edward en Alphonse. Winry is een auto-mail monteur. Zij heeft samen met haar oma, die ook auto-mail monteur is, Edwards arm en been in elkaar gezet. Dat is helaas niet zonder pijn, voor Edward dan. Een auto-mail doet heel veel pijn voor degene die hem gebruikt, omdat alle zenuwen aan het mechanisme bevestigd moeten worden. Winry en Edward en Alphonse zijn erg goede vrienden van elkaar. In de Japanse versie wordt zij ingesproken door Megumi Toyoguchi, en in de Engelstalige versie wordt zij ingesproken door Caitlin Glass.

## Manga
Van juli 2001 tot juli 2010 is er elke maand een nieuw hoofdstuk van de Fullmetal Alchemist-manga gepubliceerd in het Japanse stripblad Gangan Comics van uitgeverij Square Enix. In totaal zijn het er 108, al variëren ze in lengte (het allerlaatste hoofdstuk beslaat 113 pagina's en is daarmee ongeveer drie keer zo dik als 'normaal' - niettemin was de bijbehorende Monthly Shonen Gangan die op 12 juni 2010 uitkwam binnen een week in heel Japan totaal uitverkocht). De hoofdstukken zijn gebundeld in 27 pocketboeken (ook volumes of zogenaamde 'tankōbon' genoemd), die bij verschillende uitgevers in vertaling zijn verschenen. In Nederland en België is de Engelstalige versie van de Amerikaanse uitgever Viz Media populair. Op internet circuleren daarnaast Engelstalige 'scanlations' door fans die niet op de officiële vertaling wilden wachten.
Al in 2001 was in een groot plan de conclusie van het verhaal bedacht. 

## Anime

### Eerste anime
De productie van de eerste 51-delige animeserie, die in Japan wekelijks op tv kwam van 4 oktober 2003 tot 2 oktober 2004 terwijl de manga nog niet af was, was in handen van Studio BONES. Het script houdt zich tot de helft (aflevering 26) qua plot dan ook redelijk trouw aan de manga, maar vanaf dat punt niet meer. Dat valt vooral op bij de rollen en motieven van de Homunculi en de functie van de Gate of Alchemy. Zelfs niet alle personages zijn gelijk.
Studio BONES had uitgebreid contact met de mangaka (originele manga-auteur) Arakawa, maar die wilde zich uitdrukkelijk niet bemoeien met de aanpassingen voor de anime. Wel eiste ze expliciet een ander einde dan zij voor de manga gepland had. "Manga en anime zijn verschillende soorten expressie. Het slaat nergens op om een verhaal op twee manieren te gaan vertellen als het in beide vormen toch hetzelfde zou moeten zijn."
De onderstaande 51 episodes uit de eerste reeks zijn gebundeld in een 13-delige dvd-serie (die sinds eind 2007 verkrijgbaar is als vier losse dvd-boxsets met dvd-regio 1).
De eerste serie is internationaal op diverse televisiezenders uitgezonden, maar (nog) niet in Nederland of België.

#### Film als vervolg op de eerste anime
Omdat de eerste animeserie een open einde had, vormt de film Fullmetal Alchemist the Movie: Conqueror of Shamballa (劇場版 鋼の錬金術師 シャンバラを征く者, Gekijōban Hagane no Renkinjutsushi: Shanbara o Yuku Mono) hierop het (controversiële) slot. De film kwam in Japan uit op 23 juli 2005 en werd net als de anime gemaakt door Studio BONES. Er bestaat zelfs een Nederlandse release van, hoewel de animeserie zelf tot nu toe nooit officieel in het Nederlands is vertaald en de film dus niets bevat uit de originele manga. De twee bij de dvd gevoegde OVA's "Chibi Party" en "Kids" leveren een humoristisch commentaar op de plot.
Edward en Alphonse zijn in twee verschillende werelden terechtgekomen en zoeken een manier om weer bij elkaar te komen. Edward zit in München in 1923, waar de nazi's langzaam macht beginnen te verwerven. Omdat alchemie in deze wereld niet bestaat, moet hij een andere manier vinden om terug te komen. Via zijn vader Hohenheim en een zigeunermeisje komt hij op een politiek beladen spoor.
In de andere wereld - het land Amestris, waarvan sommigen in München denken dat dit het hemelse 'Shambala' is - leert Edwards broer Alphonse meer alchemie om een manier te vinden om zijn broer terug te krijgen. Maar dan wordt zijn stad opeens aangevallen door robotachtige wezens uit de andere wereld.

### Tweede anime: Brotherhood
Zoals aangekondigd in de 20e tankobon, is er sinds april 2009 in Japan een tweede serie afleveringen van de Fullmetal Alchemist-anime uitgezonden, dit keer genaamd Fullmetal Alchemist: Brotherhood (鋼の錬金術師 FULLMETAL ALCHEMIST, Hagane no Renkinjutsushi). Ook deze reeks is geproduceerd door BONES. De regie was in handen van Yasuhiro Irie. De serie begint weer van voren af aan, maar houdt zich dit keer volledig aan de plot in de manga, zonder eigen zijsprongen. Per aflevering werden ongeveer twee manga-hoofdstukken behandeld. De eerste 13 afleveringen van Brotherhood beslaan hetzelfde verhaal als de eerste 26 van de eerste anime, wat betekent dat veel details van het verhaal daar overgeslagen zijn.
Ook de tweede reeks episodes is vanaf augustus 2009 op dvd uitgebracht, inclusief eigen extra's, zoals anime-versies van de verschillende losse 'gaidens' (extra verhalen), bijvoorbeeld 'The Blind Alchemist'. Van Brotherhood bestaan verder drie Original Soundtrack-cd's.
Beide animereeksen zijn niet in Nederland en België op tv geweest, maar wel gelicenseerd aan Netflix.

### Tweede film: The Sacred Star of Milos
Op 2 juli 2011 verscheen in Japan de film Fullmetal Alchemist: The Sacred Star of Milos (鋼の錬金術師 嘆きの丘ミロスの聖なる星, Hagane no Renkinjutsushi: Mirosu no Sei-naru Hoshi). Deze animatiefilm onder regie van Kazuya Murata is als los verhaal te bekijken en speelt qua tijd ongeveer halverwege Brotherhood. De originele mangaka Hiromu Arakawa was niet bij het scenario betrokken. De film werd tamelijk gemiddeld ontvangen; op Metacritic scoort hij 54 uit 100.

## Computerspellen

### PlayStation 2
- Fullmetal Alchemist and the Broken Angel (鋼の錬金術師 翔べない天使, Hagane no Renkinjutsushi: Tobenai Tenshi)

Uitgekomen op 25 december 2003 in Japan en 18 januari 2005 in de VS.
- Fullmetal Alchemist: Dream Carnival (鋼の錬金術師ドリームカーニバル, Hagane no Renkinjutsushi: Dorīmu Kānibaru)

Uitgekomen op 26 augustus 2004 in Japan.
- Fullmetal Alchemist 2: Curse of the Crimson Elixir (鋼の錬金術師2 赤きエリクシルの悪魔, Hagane no Renkinjutsushi 2: Akaki Erukushiru no Akuma)

Uitgekomen op 22 september 2004 in Japan en 12 juli 2005 in de VS.
- Fullmetal Alchemist 3: Kami o Tsugu Shoujo (鋼の錬金術師3 神を継ぐ少女, Hagane no Renkinjutsushi 3 Kami o Tsugu Shōjo)

Uitgekomen op 21 juli 2005 in Japan.

### PlayStation Portable
- Fullmetal Alchemist: Brotherhood (鋼の錬金術師 FULLMETAL ALCHEMIST 背中を託せし者, Hagane no Renkinjutsushi Fullmetal Alchemist Senaka o Takuseshi Mono)

Uitgekomen op 15 oktober 2009 in Japan en werd later ook in Europa uitgebracht.
- Fullmetal Alchemist: Brotherhood - Yakusoku no Hi e (鋼の錬金術師 FULLMETAL ALCHEMIST 約束の日へ, Hagane no Renkinjutsushi Fullmetal Alchemist Yakusoku no Hi e)

Uitgekomen op 20 mei 2010 in Japan.

### Gameboy Advance
- Fullmetal Alchemist: Meisou no Rinbukyoku (鋼の錬金術師 迷走の輪舞曲)

Uitgekomen op 26 maart 2004 in Japan.
- Fullmetal Alchemist: Omoide no Soumeikyoku (鋼の錬金術師 想い出の奏鳴曲)

Uitgekomen op 22 juli 2004 in Japan.

### Wii
- Fullmetal Alchemist: Brotherhood - Akatsuki no Ouji (鋼の錬金術師 FULLMETAL ALCHEMIST 暁の王子, Hagane no Renkinjutsushi Fullmetal Alchemist Akatsuki no Ouji)

Uitgekomen op 13 augustus 2009 in Japan.
- Fullmetal Alchemist: Brotherhood - Koukon no Shoujo (鋼の錬金術師 FULLMETAL ALCHEMIST 黄昏の少女, Hagane no Renkinjutsushi Fullmetal Alchemist Koukon no Shoujo)

Uitgekomen op 10 december 2009 in Japan.

### Nintendo DS
- Fullmetal Alchemist: Dual Sympathy (鋼の錬金術師 デュアルシンパシー, Hagane no Renkinjutsushi: Dyuaru Shinpashī)

Uitgekomen op 21 juli 2005 in Japan en 24 oktober 2006 in de VS.

### PC
- Bluebird's Illusion (青鸟の虚像, Qingniao de Xuxiang)

Dit is een Chineestalige 'doujin game' (fangame) door het 'OceanX'-team uit 2004, die echter zonder officiële toestemming was gemaakt en daarom weer van de markt verdween. Naar het spel wordt echter op fora soms verwezen wegens de niet-canonieke karakters in enkele van de vier mogelijke eindes. Zo verandert bij een daarvan Ed in de homunculus 'Pride!Ed', een soort kruising van Ed en Envy.

## Boeken
- Volume 1: The Land of Sand
- Volume 2: The Abducted Alchemist
- Volume 3: The Valley of White Petals

Verder bestaan er twee 'Perfect Guidebooks' met illustraties en drie 'artbooks' met stills uit de anime en de film.